# Alta Macedonia

Mapa de la Antigua Macedonia con la ubicación de Alta Macedonia, en la parte occidental.

La Alta Macedonia en el siglo IV a. C.

La Alta Macedonia (griego antiguo Ἄνω Μακεδονία, Ánō Makedonía) es un término geográfico y tribal para describir las regiones que formaron parte del Reino de Macedonia a principios del siglo IV a. C. Desde esta fecha, sus habitantes fueron políticamente iguales a los macedonios de la Baja Macedonia. Estaba dividida en las regiones de Elimia, Eordea, Oréstide, Lincestis y Pelagonia.
Hecataeo y Estrabón identificaron estos reinos montañosos como de estirpe epirota. Dos de las más importantes dinastías helenísticas eran originarias de la Alta Macedonia: Los lágidas de Eordea y los seléucidas de Oréstida.